# هوندا سی‌بی۵۰۰ فور
هوندا سی‌بی۵۰۰ فور (به انگلیسی: Honda CB500 Four) یک موتور سیکلت ژاپنی با انجین چهارسیلندر، چهارزمانه، ۸ سوپاپه، هواخنک (بدون‌رادیاتور) ساخته شده توسط کمپانی هوندا که بین سال‌های ۱۹۷۱ تا ۱۹۷۸ تولید می‌شد. این موتورسیکلت دارای یک جعبه دنده ۵ سرعته و توان خروجی ۵۰ اسب بخار بود.
این موتورسیکلت در نمایشگاه موتورسیکلت‌های مسابقه‌ای و ورزشی لندن در فوریه ۱۹۷۲ معرفی شد، و تا سال ۱۹۷۳ در بازار ایالات متحده فروخته شد و در سال ۱۹۷۴ با سی‌بی۵۵۰ جایگزین شد، در حالی که تا سال ۱۹۷۸ در بازار اروپا به فروش می‌رسید. سی‌بی ۵۰۰ چهار مانند سی‌بی۷۵۰ طراحی شده است، اما کوچکتر و سبک‌تر است و قدرت آن ۵۰ اسب بخار (۳۷ کیلووات) و حداکثر سرعت آن ۱۱۵ مایل در ساعت (۱۸۵ کیلومتر در ساعت) اعلام شده است.
در یک ماهنامه موتورسیکلت بریتانیایی، با بررسی مدل‌های نمایشگاهی سال ۱۹۷۲، سی‌بی ۵۰۰ را به عنوان «یکی از 'برجسته‌ترین‌ها' توصیف کرد. چهار سیلندر، در یک خط در سراسر قاب، چهار کاربراتور و یک موتور میل‌سوپاپ بالاسری، که به یک گیربکس پنج سرعته متصل شده‌اند، به این موتورسیکلت ۵۰۰ سی‌سی عملکرد یک موتورسیکلت دوسیلندر ۶۵۰ را می‌دهند.»